# Buzdyganek naziemny
Buzdyganek naziemny (Tribulus terrestris L.) – gatunek rośliny z rodziny parolistowatych. Występuje na znacznych obszarach Afryki, Azji, w Australii oraz w południowej i środkowej Europie, rozprzestrzenił się też gdzieniegdzie poza obszar swojego rodzimego występowania. We florze Polski występuje rzadko jako gatunek przejściowo zawlekany (efemerofit).

## Morfologia
PokrójMa rozesłane łodygi o długości 10–30 cm.
LiścieParzystopierzaste, owłosione.
KwiatyŻółte, pięciokrotne.
OwocRozłupnia z 5 kolczastymi rozłupkami, przypominająca nieco głowicę buzdygana (stąd nazwa); po dojrzeniu rozpadają się na 5 rozłupek.

## Biologia i ekologia
Roślina jednoroczna. Rośnie najczęściej na glebach piaszczystych, ugorach, obrzeżach pól.

## Zastosowanie

### Roślina lecznicza
Buzdyganek naziemny jest używany w medycynie chińskiej i indyjskiej ajurwedzie przede wszystkim jako środek tonizujący (wzmacniający). Inny indyjski system medycyny – Unani – uznaje buzdyganek za afrodyzjak, lek uspokajający i moczopędny.

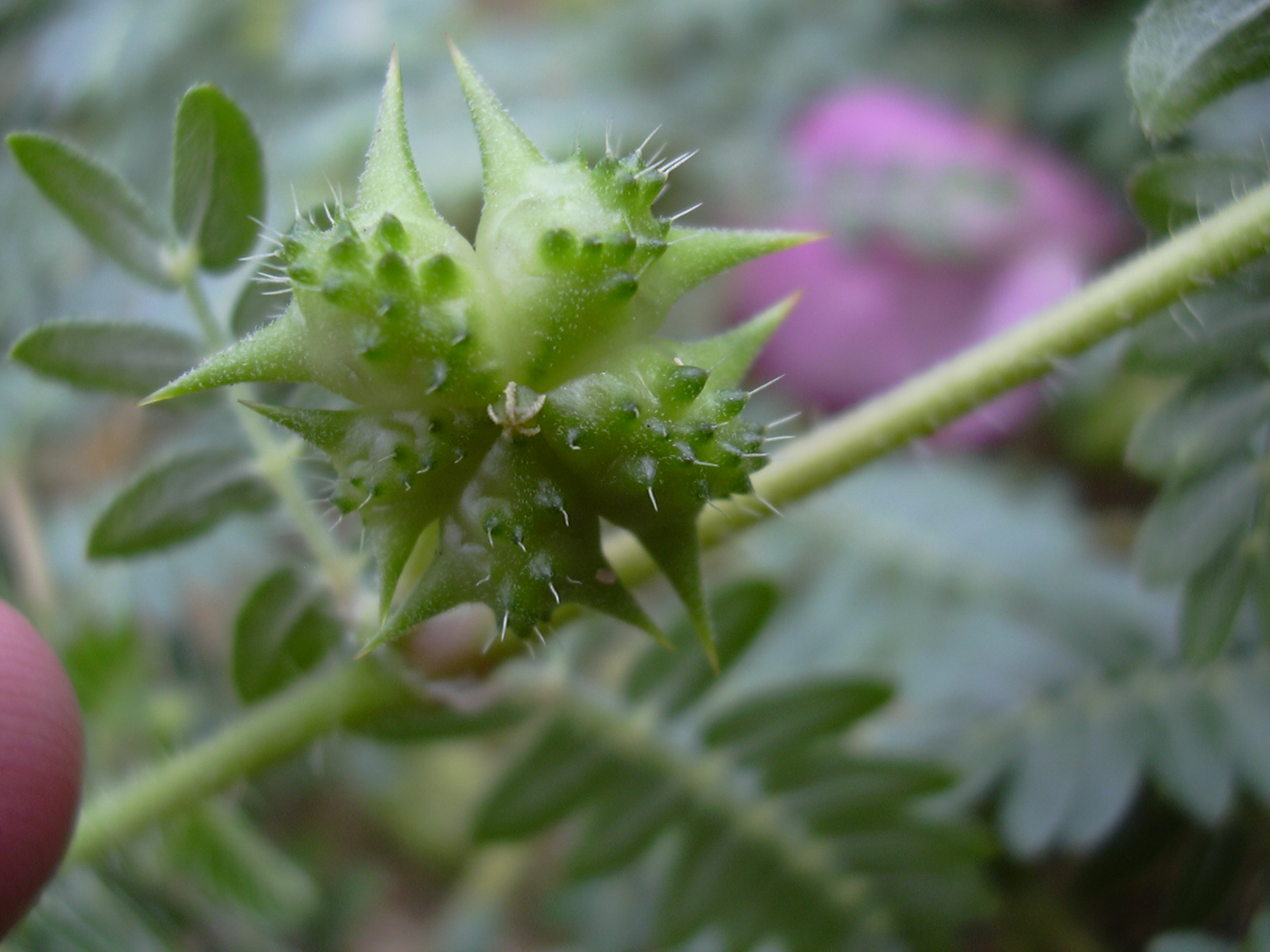
Owoc buzdyganka naziemnego

W medycynie zachodniej buzdyganek naziemny jest składnikiem suplementów diety mających zwiększać libido i wytrzymałość fizyczną organizmu.
Używanie buzdyganka jako afrodyzjaku zapoczątkowało badanie przeprowadzone w latach 70. na bezpłodnych parach, które wykazało zwiększanie się poziomu testosteronu i hormonu luteinizującego u mężczyzn po zastosowaniu badanego ziela. Jednak w roku 2000 stwierdzono, że z powodu braku innych danych na temat działania buzdyganka nie można zakładać jego skuteczności u zdrowych ludzi.
W badaniach z grupą kontrolną nie udało się jak dotąd udowodnić, że buzdyganek powoduje znaczący wzrost poziomu testosteronu Badania preparatu zawierającego androstendion i wyciąg z buzdyganka wykazały, że połączenie tych składników nie podnosi poziomu testosteronu bardziej niż sam androstendion. Nie udowodniono również działania pobudzającego przyrost mięśni ani zwiększania ich siły. Wykazano natomiast skuteczność buzdyganka we wzmacnianiu zachowań seksualnych u zwierząt. Pod wpływem wyciągu z buzdyganka naziemnego zaobserwowano u szczurów i królików istotne statystycznie zwiększenie poziomu testosteronu, dihydrotestosteronu i dihydroepiandrostanu oraz działania sugerujące skuteczność buzdyganka jako afrodyzjaku. Obserwowane efekty były prawdopodobnie spowodowane stymulacją receptorów androgenowych w mózgu.
Uważa się, że składnikiem aktywnym buzdyganka jest protodioscyna, pochodna DHEA.